# Pedro Charpin Rival
Pedro Charpín Rival (Santiago, 29 de junio de 1876-ibidem, 17 de marzo de 1958) fue un militar chileno que ocupó el cargo de comandante en jefe del Ejército y también el de ministro de Guerra durante el gobierno de Carlos Ibáñez del Campo.

## Biografía
Nace en Santiago el 29 de junio de 1876. En 1894 ingresa como Cadete a la Escuela Militar y egresa como alférez de Artillería, siendo su primera destinación el Regimiento de Artillería N.º 1 “Tacna”. Alumno de la Academia de Guerra en el año 1900, es enviado a Alemania para realizar un curso de Artillería de Campaña en el Regimiento N.º 10 en Hannover.
A su regreso, con el grado de capitán, pasa en 1908 al Estado Mayor General y después de un año en ese cargo, ingresa a prestar servicios en el Ejército de Colombia, donde permanece hasta 1912. Ascendido a mayor, es destinado nuevamente al Estado Mayor General, desarrollando además actividades docentes en la Academia de Guerra.

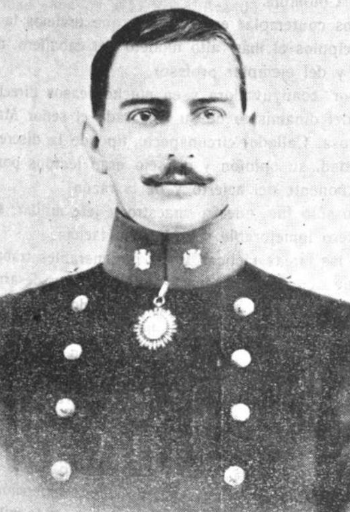
Pedro Charpín en su juventud

En 1918 regresa al Regimiento de Artillería N.º 1 “Tacna”, asciende a teniente coronel, siendo nombrado subdirector de la Academia de Guerra y posteriormente en 1920, su director.
Al ascender a coronel, fue designado como subjefe del Estado Mayor General del Ejército. General de brigada en 1925, dos años más tarde, es promovido a general de división. En este último grado, se desempeña como comandante en jefe de la III División de Infantería y juez militar de ese territorio jurisdiccional.
En 1930 es nombrado inspector general del Ejército, desempeñándose también como ministro de Guerra. El 10 de agosto de 1931 es nombrado comandante en jefe del Ejército y, ese mismo mes, se le concede el retiro de la Institución.
El general de división Pedro Charpín Rival, fue un destacado investigador y escritor de temas militares, publicando innumerables trabajos de índole profesional como: La Sierra del Perú; Sobre organización y armamento; El servicio militar obligatorio ante el interés del Estado y El problema de Tacna y Arica, entre otros.
Falleció en Santiago el 17 de marzo de 1958.

## Antecedentes Militares
- 1894: Cadete de la Escuela Militar
- 1909: Capitán
- Mayor
- 1918: Teniente coronel
- Coronel
- 1925: General de Brigada
- 1927: General de División
- 1930: Inspector general del Ejército
- 1931: Comandante en jefe del Ejército

## Distinciones y condecoraciones

### Condecoraciones extranjeras
Gran Cruz de la Orden de Boyacá ( Colombia).